# Grote segrijnslak

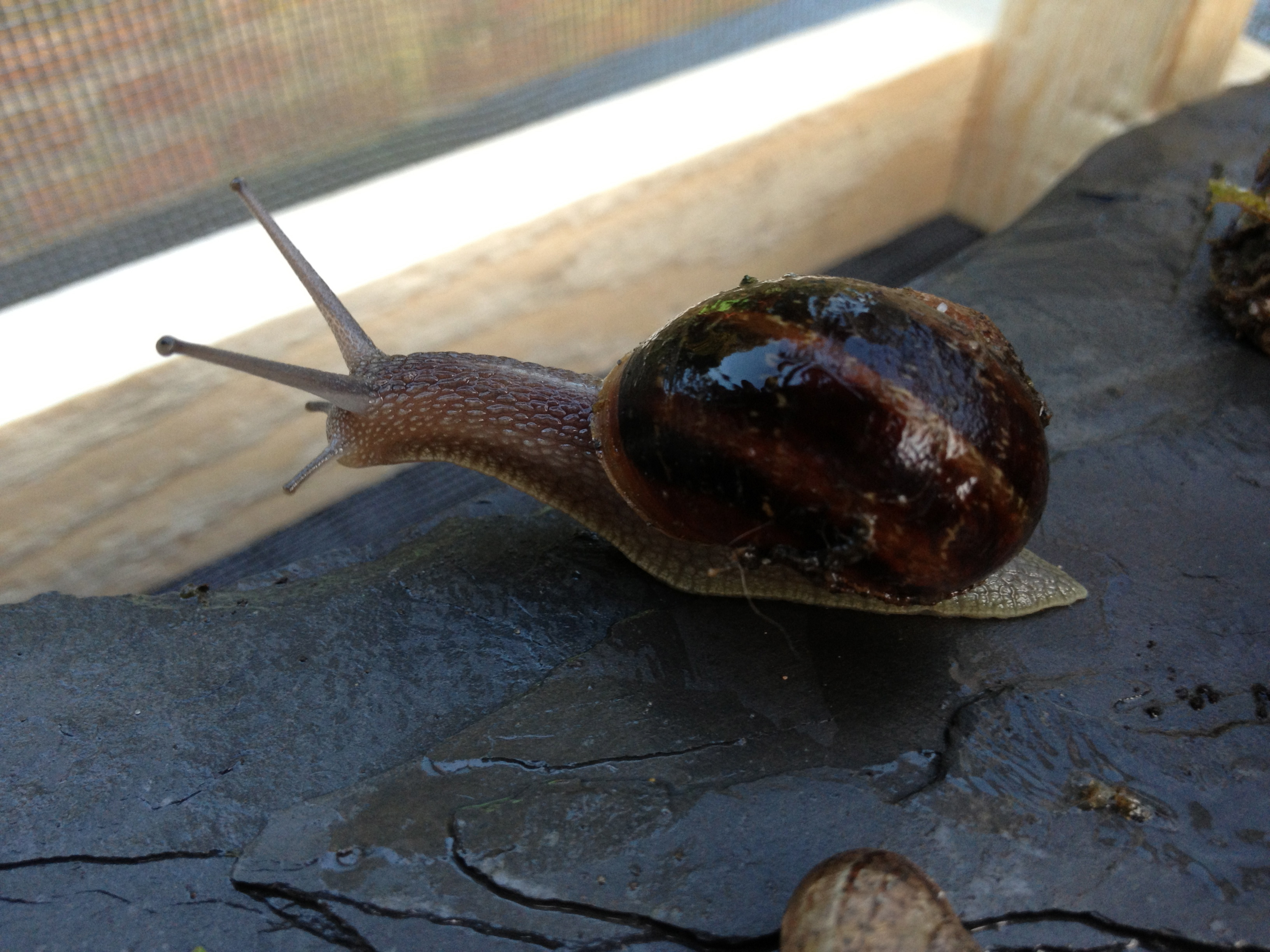
Grote segrijnslak

De grote segrijnslak (Helix aspersa Maxima), ook wel gros gris genoemd, is een op het land levende longslak uit de familie Helicidae. Omdat het biologisch grote overeenkomsten vertoont met de kleine segrijnslak (petit gris) werden de twee lange tijd tot dezelfde soort gerekend, maar het betreft dus twee verschillende soorten. De grote segrijnslak onderscheidt zich visueel van de kleine segrijnslak door de afmeting van zijn schelp die de afmetingen van die van de grote wijngaardslak benadert; en de zeer donkere tot zwart gekleurde mantel. Het komt nauwelijks in de natuur voor en is uitermate geschikt voor slakkenkweek.

## Kweek en consumptie
De grote segrijnslak is met de kleine segrijnslak de meest gebruikte soort in de slakkenkweek en qua productie is het bij verre het meest kostenefficiënt, omdat het de voordelen van de kleine segrijnslak en de wijngaardslak in zich verenigt: Het produceert namelijk net zoveel eitjes als de kleine segrijnslak en ze kunnen in dezelfde periode van enkele maanden tot wasdom groeien, waarbij ze net zo groot worden als de wijngaardslak, die er ten minste twee seizoenen over doet. Daarnaast is de gros gris honkvaster dan de veel bewegelijker petit gris, hetgeen ten goede komt aan de groeisnelheid. Dit betekent ook relatief weinig arbeid en exploitatiekosten voor de kweek en bereiding voor consumptie.
Er wordt wel gezegd dat de donkere kleur van de mantel afnemers wel eens zou doen afschrikken, maar in de praktijk lijkt dat de groothandel in gros gris niet te deren.
Cepaea:
hortensis · 
nemoralis · 
sylvatica · 
vindobonensis · 
Cantareus:
apertus · 
Cornu:
aspersum · 
Eobania:
vermiculata · 
Helix:
aspersa · 
lucorum · 
lutescens · 
melanostoma · 
pomatia · 
Macularia:
niciensis · 
saintivesi · 
Marmorana:
muralis · 
serpentina · 
Otala:
punctata · 
Pseudotachea:
splendida · 
Tacheocampylaea:
acropachia · 
cyrniaca · 
raspailii · 
romagnolii · 
Theba:
pisana · 
Tyrrhenaria:
ceratina ·